# Butch Trucks

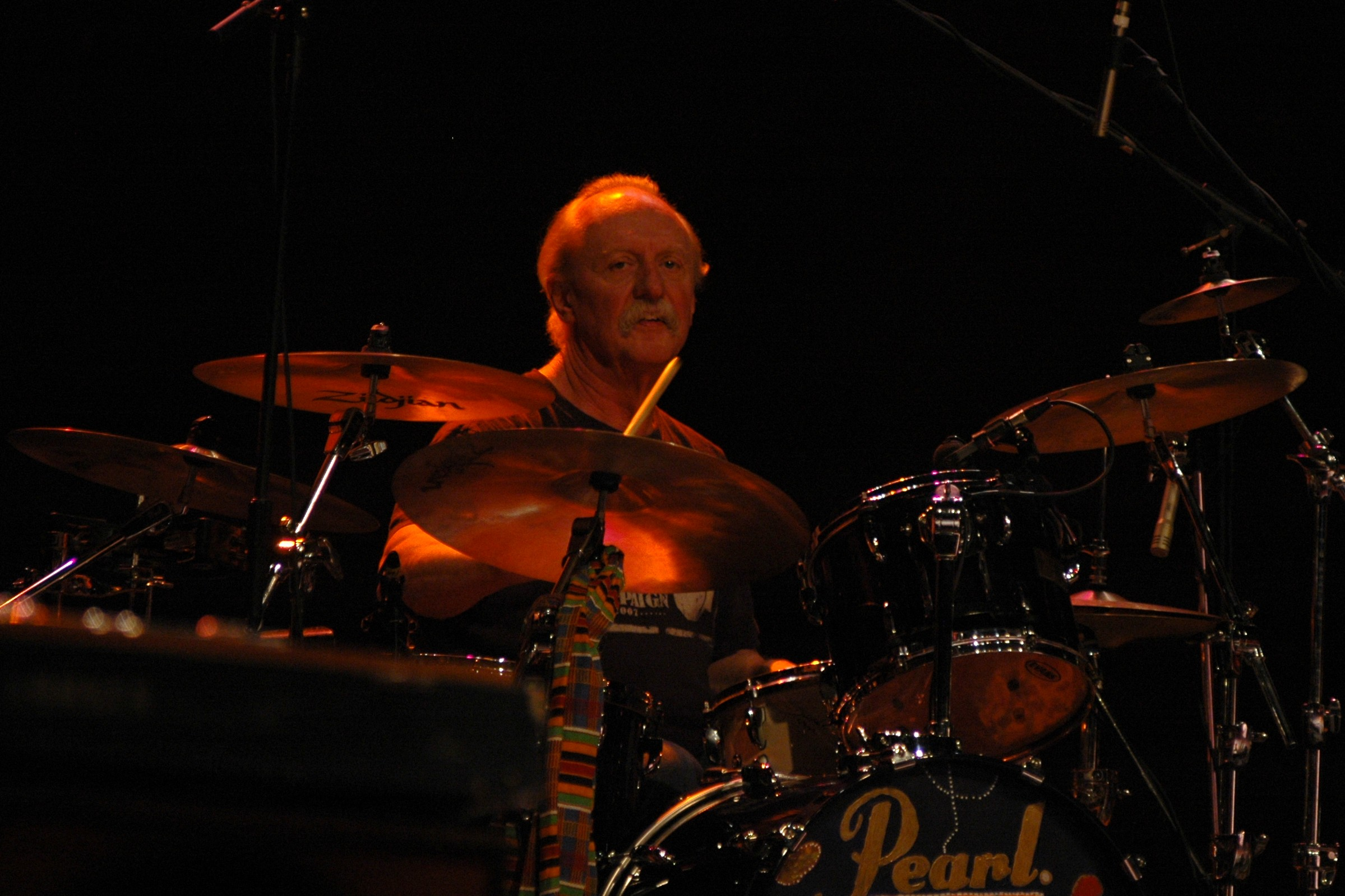
Butch Trucks.

Claude Hudson "Butch" Trucks, född 11 maj 1947 i Jacksonville, Florida, död 25 januari 2017 i West Palm Beach, Florida, var en amerikansk trummis. Trucks spelade på 1960-talet i lokala musikgrupper innan han 1969 var med och bildade The Allman Brothers Band. Han blev tillsammans med Jai Johanny Johanson en av gruppens två trummisar. Trucks var med i gruppen under alla dess aktiva år.
Hans brorson Derek Trucks spelar gitarr i Allman Brothers Band sedan 1999.